# Egosintònic i egodistònic
Egosintònic és un terme psicològic que es refereix als comportaments, valors i sentiments que estan en harmonia o són acceptables per a les necessitats i objectius de l'ego o jo, i són coherents amb els ideals de la seva autoimatge (per exemple, impulsos).
Egodistònic, per contra, es refereix als pensaments, valors, sentiments i conductes (per exemple, somnis, compulsions, desitjos, etc.) que estan en conflicte o que són dissonants amb les necessitats i objectius de l'ego, o en conflicte amb els ideals de la seva autoimatge (en certa literatura s'utilitza el terme «alienació del jo»).

## Etimologia
Egosintònic és un neologisme format a partir de la forma prefixada dels mots grecs egṓ («jo») i συντονία (suntonía, «concordança en el to»), aquest últim format pel prefix σύν- (sún-, «amb, juntament») i el terme τονός (tonós, «to»).
Egodistònic també és un neologisme construït amb la forma prefixada del mot grec egṓ («jo»), del llatí dis- («contrari a») i el terme grec τονός (tonós, «to»).
Aquests neologismes són àmpliament utilitzats en el camp de la psicologia i la psiquiatria provinents de l'anglès i acceptats en la seva forma catalanitzada pel TERMCAT. Així i tot, són criticats per algun autor, que proposa substituir-los per egoconsonant i egodissonant.

## Aplicabilitat
Molts trastorns de personalitat es consideren egosintònics i, per tant, difícils de tractar. El trastorn d’anorèxia nerviosa, també es considera egosintònic perquè molts dels qui el pateixen neguen tenir un problema. Per contra, el trastorn obsessivocompulsiu és considerat egodistònic, perquè els pensaments i compulsions experimentades o expressades no són coherents amb l'autopercepció de la persona, és a dir, el pacient s'adona que les obsessions i compulsions no són racionals.
Els conceptes egosintònic i egodistònic s'estudien amb detall en la psicopatologia, mentre que la idea de l'egosintonia té un paper important en la psicoanàlisi, dins de la psicologia del jo.